# Vitor Meireles (Santa Catarina)
Vitor Meireles is een gemeente in de Braziliaanse deelstaat Santa Catarina. De gemeente telt 5.756 inwoners (schatting 2009).

## Aangrenzende gemeenten
De gemeente grenst aan Itaiópolis, José Boiteux, Rio do Campo, Salete, Santa Terezinha en Witmarsum.